# CIE (bedrijf)
CIE is een historisch Belgisch elektriciteitsbedrijf dat ook motorfietsen en auto's produceerde.
De bedrijfsnaam was: Compagnie Internationale D’Electricité, Herstal. Het was een dochteronderneming van Ets. Pieper, het bedrijf van Henri Pieper.
CIE was opgericht in 1889 en was een pionier op het gebied van alle toepassingen van elektriciteit.
Volgens het boek Histoire de l'Automobiles Belge zou de firma omstreeks 1898 een elektrische auto hebben gemaakt.
Omstreeks 1900 werd ingenieur Paul Kelecom samen met tekenaar M. Couturier gevraagd een motorfiets te ontwerpen. Vanaf 1901 produceerde CIE aldus 3- en 4pk-motorfietsen met een (toen vrij gebruikelijk) loop frame. Men maakte veel werk van de export naar het Verenigd Koninkrijk, waar Paul Kelecom zelf deelnam aan diverse wedstrijden, waaronder de betrouwbaarheidsrit London-to-Edinburgh Run. In 1904 en 1905 werden CIE-motorfietsen in Londen geassembleerd.
CIE-blokken werden ook als inbouwmotor aan andere producenten geleverd.
Paul Kelecom ontwikkelde in deze periode ook motorblokken voor het Belgische merk Antoine, tot hij in 1905 naar FN vertrok.
Ets. Pieper was in 1905 al failliet, maar Henri Pieper zou in de leiding van FN zitting nemen.
- International Standard Name Identifier: 0000 0000 8417 0138